# 北太平洋海洋科学组织
北太平洋海洋科学组织（英語：North Pacific Marine Science Organization - PICES）是总部位于加拿大的政府间国际组织。PICES依据PICES公约设立，成立于1992年，目前该组织共有6个会员国：加拿大、中国、日本、韩国、俄罗斯和美国。

## PICES公约
PICES公约，又称北太平洋海洋科学组织公约，1990年订于加拿大渥太华。公约各缔约国国承认有必要促进对北太平洋及其各种过程、生物资源与海洋特征的科学了解；认识到北太平洋海域辽阔，在互利的基础上通过国际科学合作能更好地、科学地了解该区域；希望建立一个适当的政府间组织以促进和便利科学合作，避免重复努力；并在国际海洋法有关海洋科学研究的原则基础上，制订了PICES公约并设立了PICES组织。

### “有关区域”
公约所指“有关区域”是北纬30度以北的太平洋温带和北极圈附近的区域以及毗邻海区。

## 结构
PICES由理事会、常设或特设的小组和委员会，以及秘书处构成。

### 理事会
每一缔约国均为理事会成员，并选派不多于两名代表参加理事会，在议事过程中每一缔约国有一个表决权。缔约国代表可附以适当副代表、专家和顾问。理事会有一名主席、一名副主席。
理事会的科学职责包括：
1. 确定“有关区域”的研究优先次序和应研究的问题及适当的解决办法；
2. 提出“有关区域”的，需由参与的缔约国本国作出努力来完成的协调研究计划和有关活动的建议；
3. 促进和便利科学数据、情报和人员的交流；
4. 考虑开展“有关区域”的科学咨询的要求；
5. 组织科学专题研讨会以及其他科学活动；
6. 鼓励讨论共同感兴趣的科学问题。

理事会的行政职能包括：
1. 必要时通过和修改PICES的议事规则以及财务规定；
2. 考虑并提出PICES公约的修正案；
3. 通过PICES的年度工作报告；
4. 审查并通过PICES的年度财务预、决算；
5. 决定PICES秘书处所在地；
6. 任命执行秘书；
7. 保持与其他有关的国际组织的联系；
8. 管理PICES的各项活动。

### 常设委员会
目前PICES共有7个常设委员会：
- 生物海洋学委员会（BIO）
- 渔业科学委员会（FIS）
- 人文因素委员会（HD）
- 海洋环境质量委员会（MEQ）
- 物理海洋学和气候委员会（POC）
- 监测技术委员会（MONITOR）
- 数据交换技术委员会（TCODE）